# Phaonia flavibasis
Phaonia flavibasis är en tvåvingeart som beskrevs av Malloch 1919. Phaonia flavibasis ingår i släktet Phaonia och familjen husflugor. Inga underarter finns listade i Catalogue of Life.